# Якутино (Шарьинский район)
Якутино — упразднённая деревня в Шарьинском районе Костромской области России. Входила в состав Одоевского сельского поселения. Исключена из учётных данных в 2025 году.

## География
Расположена на берегу речки Ложкомойки.

## История
Согласно Спискам населенных мест Российской империи в 1872 году деревня относилась ко 2 стану Ветлужского уезда Костромской губернии. В ней числилось 11 дворов, проживало 38 мужчин и 47 женщин.
Согласно переписи населения 1897 года в деревне проживало 102 человека (42 мужчины и 60 женщин).
Согласно Списку населенных мест Костромской губернии в 1907 году деревня относилась к Одоевско-Спиринской волости Ветлужского уезда Костромской губернии. По сведениям волостного правления за 1907 год в деревне числилось 22 крестьянских двора и 133 жителя. Основным занятием жителей деревни был лесной промысел.

## Население
| 2008 | 2010 | 2014 |
| ---- | ---- | ---- |
| 1    | ↗4   | ↘0   |